# Catoptria oregonicus
Catoptria oregonicus is een vlinder uit de familie van de grasmotten (Crambidae). De wetenschappelijke naam van de soort is voor het eerst geldig gepubliceerd door Augustus Radcliffe Grote in 1880.